# Timoteo Maria Ascensi
Timoteo Maria Ascensi (né le 28 février 1759 à Contigliano dans le  Latium, Italie, alors dans les États pontificaux, et mort le 6 décembre 1828 à Osimo) est un cardinal italien du XIXe siècle. Il est membre de l'Ordre des Carmes déchaux.

## Biographie
Timoteo Maria Ascensi est professeur de théologie au Studium Generale de son ordre à Rome, prieur général et professeur de théologie morale à l'université La Sapienza de Rome. 
Après l'annexion des États pontificaux par Napoléon Ier en 1809, Ascenzi refuse de jurer l'obédience et il est emprisonné au château Saint-Ange, comme les autres supérieurs généraux. Il est déporté à Paris et puis exilé à Vouziers. Il prête un serment, jugé à tort approuvé par le pape, et peut revenir en Italie. 
En 1824, il est nommé évêque de Rieti et en 1827 il est transféré à Osimo et Cingoli.
Il figure sur la liste des cardinaux à créer par Léon XII lors du consistoire du 15 décembre 1828, mais Mgr Ascensi meurt avant la création.